# گمشده در کریسمس
گمشده در کریسمس (به انگلیسی: Lost at Christmas) یک فیلم کمدی رمانتیک اسکاتلندی محصول سال ۲۰۲۰ به نویسندگی و کارگردانی رایان هندریک با بازی سیلوستر مک کوی، سانجیف کوهلی، کلر گروگان و فریزر هاینز است.

## داستان
دو غریبه در شب‌های کریسمس در مناطق مرتفع اسکاتلند گیر افتاده‌اند و تلاش می‌کنند تا به موقع برای کریسمس به خانه برسند.

## فیلمبرداری
فیلمبرداری در ژانویه سال ۲۰۲۰ در حوالی فورت ویلیام، هایلند و گلنکو انجام شد و در دوازده روز به پایان رسید. فیلمبرداری به‌طور رسمی در ۱۹ ژانویه ۲۰۲۰ به  اتمام رسید.